# Chodów (gemeente)
De gemeente Chodów is een landgemeente in het Poolse woiwodschap Groot-Polen, in powiat Kolski.
De zetel van de gemeente is in Chodów.
Op 30 juni 2005, telde de gemeente 3510 inwoners.

## Oppervlakte gegevens
In 2002 bedroeg de totale oppervlakte van gemeente Chodów 77,97 km², waarvan:
- agrarisch gebied: 89%
- bossen: 6%

De gemeente beslaat 7,71% van de totale oppervlakte van de powiat.

## Demografie
Stand op 30 juni 2004:
| Omschrijving                   | Totaal | Totaal | Vrouwen | Vrouwen | Mannen | Mannen |
| ------------------------------ | ------ | ------ | ------- | ------- | ------ | ------ |
| eenheid                        | aantal | %      | aantal  | %       | aantal | %      |
| inwoners                       | 3529   | 100    | 1763    | 50      | 1766   | 50     |
| bevolkingsdichtheid (inw./km²) | 45,3   | 45,3   | 22,6    | 22,6    | 22,6   | 22,6   |

In 2002 bedroeg het gemiddelde inkomen per inwoner 1305,07 zł.

## Aangrenzende gemeenten
Daszyna, gemeente Dąbrowice, gemeente Grabów, gmina Kłodawa, Krośniewice (gemeente), Przedecz (gemeente)